# Большая игра (ток-шоу)
«Большая игра» — общественно-политическое пропагандистское ток-шоу на Первом канале.

## О программе
В общественно-политическом ток-шоу анализируются события недели. 

## Ведущие
Основные ведущие программы (дневные, вечерние и ночные выпуски) — Вячеслав Никонов, Дмитрий Саймс и Дмитрий Суслов.
Вячеслав Никонов — доктор исторических наук, публицист, заместитель председателя комитета Госдумы РФ по международным делам, декан факультета государственного управления МГУ.
Дмитрий Суслов — политолог, преподаватель НИУ ВШЭ, заместитель директора исследовательских программ Совета по внешней и оборонной политике.
Соведущий — президент Центра национальных интересов (бывший Центр Никсона), политолог, историк Дмитрий Саймс.

До 4 июля 2020 года модератором программы была Марина Ким.
С весны 2022 года Дмитрий Саймс стал реже появляться в выпусках программы, но его всё равно называют соведущим. Например, он появлялся в выпусках в 23:00 от 18 и 20 апреля 2022 года, когда он лично был в студии в Москве и обсуждал ситуацию на Украине с Дмитрием Сусловым, также он лично провел выпуск в 22:45.
25 апреля 2022 года, когда взял интервью у Сергея Лаврова, с 26 апреля 2022 года Дмитрий Саймс появился уже на обновлённой обложке программы на сайте Первого канала в разделе активных проектов.
С 15 августа по 9 сентября 2022 года ведущим программы был Иван Коновалов.
С 15 по 18 августа 2022 года программу временно вёл Андраник Мигранян, на время отпуска основных ведущих Вячеслава Никонова и Дмитрия Суслова.
C 9 января 2023 года постоянным ведущим выпуска в 22:45, с июля 2023 года выпуски в 22:45 по четвергам получили название «Большая игра с Дмитрием Саймсом», в которых ведущий общается со специально приглашённым гостем (или гостями) без экспертов в студии.
С 27 марта 2023 по 27 июня 2024 года с понедельника по четверг вместо выпуска в 19:55 выходило общественно-политическое ток-шоу «Куклы наследника Тутти» с ведущей Марией Бутиной.

## Специальные выпуски
- 9 декабря 2019 года в 23:30 вышел специальный выпуск программы, посвящённый Нормандской четверке, включавшие в себя и прямую трансляцию пресс-конференции.
- 20 февраля 2022 года после окончания церемонии закрытия Зимней Олимпиады в Пекине, с 16:40 до 17:50 вышел специальный выпуск, посвящённый последним событиям на Донбассе.
- С 24 февраля 2022 года в связи с началом российского вторжения на Украину специальные выпуски программы стали выходить ежедневно (позднее перестали выходить сначала по воскресеньям, а затем и по субботам) в дневное и вечернее время. За сутки выходит 1-3 выпуска. Передача выходит в рамках «Информационного канала» (такое название в телепрограммах появилось только с 26 февраля 2022 года) по очереди с программой «Время покажет» и прерываясь на специальные выпуски новостей в начале каждого часа (позднее их количество было сокращено).